# میدوی، شهرستان جفرسون، ایندیانا
میدوی (به انگلیسی: Midway) یک منطقهٔ مسکونی در ایالات متحده آمریکا است که در شهرستان جفرسون، ایندیانا واقع شده‌است. میدوی ۲۵۰٫۸۵ متر بالاتر از سطح دریا واقع شده‌است.